# Тессаріни
|   | i  | j | k  |
| - | -- | - | -- |
| i | −1 | k | −j |
| j | k  | 1 | i  |
| k | −j | i | −1 |

Тессаріни (англ. tessarines, від грец. τεσσαρίνες — четвірні) — чотиривимірні гіперкомплексні числа виду {\displaystyle \ a+bi+cj+dk,} де
{\displaystyle \ a,b,c,d} — дійсні числа,
{\displaystyle \ i,j,k} — уявні одиниці.
для яких виконується
{\displaystyle ij=ji=k,\quad i^{2}=-1,\quad j^{2}=+1.}
Тессарін можна записати у вигляді {\displaystyle \ (a+bi)+(c+di)j=A+Bj,} де
{\displaystyle \ A,B}— комплексні числа.

## Історія
Введені в 1848 Джеймсом Коклі в статтях до Philosophical Magazine.
Тесаріни більш відомі через іх підалгебру дійсних тесарінів {\displaystyle t=a+bj\ }, 
відомих під назвою подвійних чисел.

## Властивості
- комутативність
- асоціативність

## Ізоморфізм збікомплексними числами
Перепозначивши:
{\displaystyle {\begin{matrix}i_{1}&\to &i\\i_{2}&\to &k\\j&\to &-j\end{matrix}}}
Отримаємо бікомплексні числа.

## Діагональний базис
В тессарінів, як і в подвійних числах, присутня уявна одиниця {\displaystyle \ j^{2}=+1,} отже, також існують два ортогональні ідемпотентні елементи:
{\displaystyle e_{1}={1-j \over 2},\quad e_{2}={1+j \over 2}\qquad \Rightarrow \qquad {\begin{cases}e_{1}e_{1}=e_{1}\\e_{2}e_{2}=e_{2}\\e_{1}e_{2}=0\end{cases}},}
які можна використати як альтернативний базис:
{\displaystyle \ A+Bj=(A-B)e_{1}+(A+B)e_{2}={\Big (}a-c+(b-d)i{\Big )}e_{1}\;+\;{\Big (}a+c+(b+d)i{\Big )}e_{2}={\tilde {A}}e_{1}+{\tilde {B}}e_{2}}
У даному базисі додавання, множення та ділення обчислюються покомпонентно. Ділення не визначене коли {\displaystyle {\tilde {A}}} чи {\displaystyle {\tilde {B}}} рівні нулю.